# Nissan Sentra
O Nissan Sentra é um carro sedan médio produzido pela montadora Nissan, cujas origens remontam a 1982, sendo geralmente uma versão de exportação da japonesa Nissan Sylphy. O nome "Sentra" não é utilizado no Japão.

## No Brasil
No Brasil o Nissan Sentra tem como concorrentes diretos os seguintes veículos: Ford Focus, VW Jetta, Toyota Corolla, Honda Civic e Chevrolet Cruze.
Como todos seus concorrentes neste país possuem motores de dois litros, a Nissan adota essa motorização na versão comercializada neste mercado, não seguindo a tendência de se disponibilizar as versões com motores de menores cilindradas vendidas nos demais países.
A única transmissão disponível para os modelos vendidos no mercado brasileiro é do tipo CVT pura, ou seja, sem a presença de marchas simuladas, o que garante o melhor aproveitamento da potência gerada por seu motor.
A versão brasileira conta com diversos recursos de segurança, tais como airbags laterais e de cortina, sistema de controle eletrônico de tração e estabilidade, espelho retrovisor fotocrômico, sensores de ponto cego, abertura automática do porta malas caso haja detecção de trancamento das chaves em seu interior, entre outros. Tais aspectos fazem com que o Nissan Sentra seja classificado como um dos automóveis mais seguros de sua categoria.
A 8a geração do Sentra foi lançada nos Estados Unidos, importado do México. Mas no Brasil, ainda não tem previsão para vir devido as fracas vendas.

## Mercados internacionais
A primeira geração do Nissan Sentra foi introduzido nos Estados Unidos em maio de 1982 como um substituto direto do Datsun 210. Inicialmente, o modelo foi importado do Japão, sendo produzido em Zama.
Nos Estados Unidos, o Sentra atualmente serve como carro compacto da Nissan. Enquanto os Sentras anteriores eram carros subcompactos, o Sentra cresceu ao longo dos anos, e atualmente o Nissan Versa substituiu o Sentra na área de nível de entrada, embora desde de 2007, seja classificado pela US EPA como um carro de tamanho médio, devido ao seu volume interno.
Em 2020, a 8a geração do Sentra foi lançada nos Estados Unidos.
Importado do México, a motorização deixa de ser o 1.8 e passa a ser o 2.0. Ele ficou 88 mm mais largo que o antecessor e é vendido em 3 versões: S, SW e SR. O parachoque tem as mesmas grades trapezoidais do novo Nissan Kicks.

## Galeria
- Primeira geração (1982-86)
- Segunda geração (1985-90)
- Terceira geração (1991-94)
- Quarta geração (1995-99)
- Quinta geração (2000-06)
- Sexta geração (2008-2013)
- Sétima geração (2014-2020)